# Camés
Camés (Kamés) ou Camósis foi o último faraó da XVII dinastia egípcia. que reinou a partir de Tebas. Reconhecido como um faraó guerreiro, desempenhou um papel crucial na luta contra os hicsos, que dominavam o Baixo Egito durante o Segundo Período Intermediário. Suas campanhas militares enfraqueceram significativamente o poder hicso, preparando o terreno para a reunificação do Egito sob seu sucessor, Amósis I, que fundou a XVIII dinastia e iniciou o período do Império Novo.